# Licht und Leuchten E. Kubald
Die Licht und Leuchten E. Kubald KG war ein Hersteller von Straßenleuchten und anderen Beleuchtungskörpern. Sitz der Verwaltung des zeitweilig als Kommanditgesellschaft geführten Unternehmens war die niedersächsische Landeshauptstadt Hannover, während die Fabrikation insbesondere im Werk Poggenhagen bei Neustadt am Rübenberge in der Region Hannover erfolgte. Die in den 1930er Jahren gegründete und bis Anfang des 21. Jahrhunderts produzierende Firma hatte zeitweilig international rund 1500 Mitarbeiter und gehörte führenden Unternehmen der „Industrial Signage“.

## Geschichte

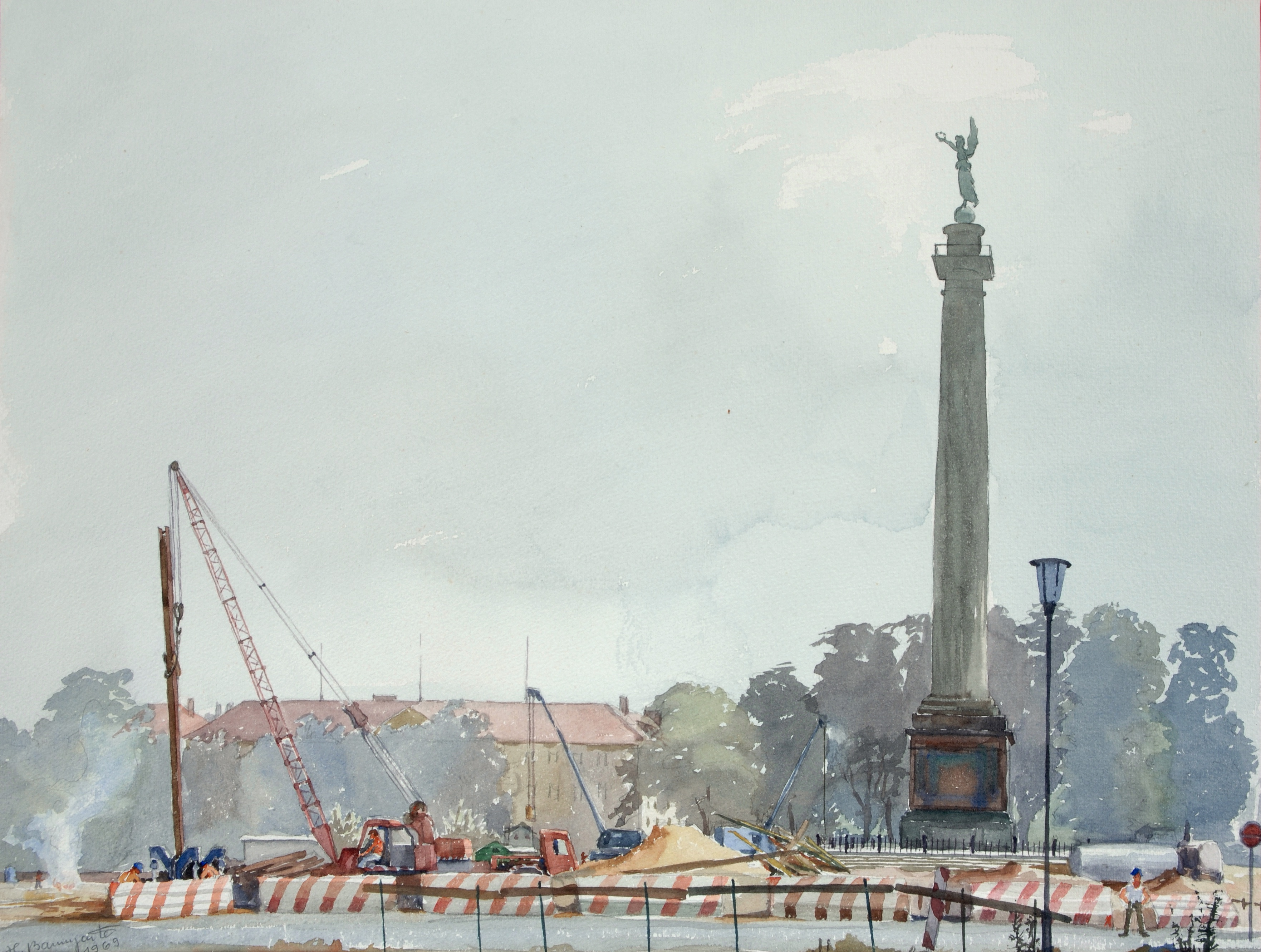
Kubald-Leuchte vor der Waterloosäule in Hannover;
Aquarell von 1969 von Heinz Baumgarte zum U-Bahn-Bau am Waterlooplatz

Der Unternehmensgründer Karl-Heinz Kubald, der laut dem Adressbuch der Stadt Hannover von 1934 noch als kaufmännischer Angestellter gemeldet war mit Wohnsitz in der – damaligen – Fröbelstraße 6 im hannoverschen Stadtteil Linden-Nord, eröffnete seinen Geschäftsbetrieb noch im selben Jahr in Hannover, bevor er um den Beginn des Zweiten Weltkrieges im Jahr 1939 die Produktion nach Poggenhagen in das Neustädter Land verlegte. Damit einher ging der entscheidende Schritt vom Großhandel für Elektro-Artikel zum Produzenten von Lampen, Laternen und Beleuchtungsmitteln beispielsweise für Lichtwerbung.
Auf einem Gelände in bester Lage zwischen dem Dorf Poggenhagen und der Leine, zwischen der Poggenhagener Straße und den Leinewiesen, residierte Kubald mit seiner Familie in einer imposanten Villa mit Nebengebäuden, um die herum bald immer mehr und immer größere Hallen und Werkstätten teils dicht an dicht errichtet wurden.
In der Nachkriegszeit warb Kubald, der seinen Verwaltungssitz um 1955 in der Maschstraße 13 in der Südstadt der niedersächsischen Landeshauptstadt unterhielt, mit einem im Stil der 1950er-Jahre geschaffenen Logo-Kürzel „L + L“ für sein Spezialgebiet „Licht und Leuchten“. Zu seinen Fabrikaten zählten neben zeittypischen Straßenleuchten und Beleuchtungskörpern „für Leuchtstofflampen jeder Art“ auch wasserdichte Tankstellen-Beleuchtungen und Einfahrts-Poller, aber auch Dienstleistungen wie die Erstellung kompletter Industrie-Beleuchtungsanlagen. Zudem bewarb die in Poggenhagen produzierende Firma Mitte der 1950er Jahre über einen kommentierten hannoverschen Bildstadtplan des Bollmann-Bildkarten-Verlags unter anderem seine Natriumdampflampen und Langfeldleuchten.
Auch engagierte sich die Familie Kubald, angeregt durch den Sohn Heinz-Peter Kubald, einen Autofan, in den 1960ern auf dem Gebiet des Kfz-Zubehörs und importierte Sicherheitsgurte für PKWs, die „Kubald Schwedengurte“, die auf der Internationalen Automobilausstellung (IAA) 1961 und anderen Messen beworben wurden und später auch in Poggenhagen für die Nachrüstung von Fahrzeugen konfektioniert wurden. Eine Kooperation auf dem Gebiet des Rostschutzes mit DINOL rundete die Kfz-Abteilung ab, die zeitweise bis zu 40 % des Umsatzes ausmachte.
Im Jahr 1969 wurde die CHarterfluglinie Air Pegasus gegründet, bei der aus Hannover-Langenhagen aus Lear Jets der Typen 24 und 25, tageweise gechartert werden konnten. Der plötzliche Tod von Heinz-Peter Kubald im Jahre 1972 und die Ölkrise von 1973 beendeten diese Unternehmung.
In den 1970er und 1980er Jahren war das Unternehmen erfolgreich als Nischenanbieter für ausschließlich MineralölLeuchten und profitierte maßgeblich von dem Ausbau des Bundesdeutschen Netzes an Tankstellen und deren Umstellung auf Selbstbedienung.
Nach der deutschen Wiedervereinigung errichtete das Unternehmen im Jahr 1993 die zugleich letzte der Kubald-Produktionshallen mit einer Fläche von knapp 6000 Quadratmetern an der Kubaldallee.
Ebenfalls in den 1990er Jahren konnte das Unternehmen infolge des Endes des Kalten Krieges nach Osteuropa expandieren. In der Hochzeit der Firmengeschichte produzierte das international agierende Unternehmen an fünf Standorten für international tätige Automobilhersteller, Ölfirmen und die Schnellrestaurants einer Fast-Food-Kette. Uner anderem de Firmen Nissan, Volvo, McDonald’s, Esso, Gazprom nd Shell ließen bei Kubald ihre Leuchtreklamen herstellen.
Doch mutmaßlich übernahm sich Alexander Kubald, der die letzten drei Jahrzehnte an der Spitze des Unternehmens stand. Während das Unternehmen 2014 nach inoffiziellen Schätzungen in 61 Ländern rund 1500 Mitarbeiter unter Vertrag gehabt haben soll, darunter in Polen, Russland, China, der Türkei und Brasilien, wurden im selben Jahr im Stammwerk in Poggenhagen lediglich noch etwa 100 Mitarbeiter beschäftigt. Im Februar 2014 erhärteten sich zunächst noch Gerüchte über ernsthafte wirtschaftliche Probleme, der zuletzt als GmbH geführten Unternehmung.
Nach rund zehn Jahren Verlusten in den Bilanzen und einen Preisverfall bis zu 50 Prozent für die Produkte bei gleichzeitige deutlich günstigerer und qualitativ nicht schlechteren Waren von Mitbewerbern, beispielsweise aus der Türkei, musste Firmenchef Alexander Kubald im Juni 2014 Insolvenzantrag stellen. In der Folge wurde die Produktion nach 79 Jahren eingestellt, die Betriebs- und Geschäftsausstattung zur Befriedigung der Gläubiger versteigert und die gesamte Belegschaft entlassen.
Jahre später, während der Besichtigung durch mögliche gewerbliche Nachnutzer des fünf Hektar großen ehemaligen Kubald-Geländes in Poggenhagen, war 2017 die Nutzung der Kubald-Villa noch ungeklärt. Angedacht wurde ein Umbau zu Mietwohnungen oder gewerblichen Räumen.